# International Opera Awards 2016

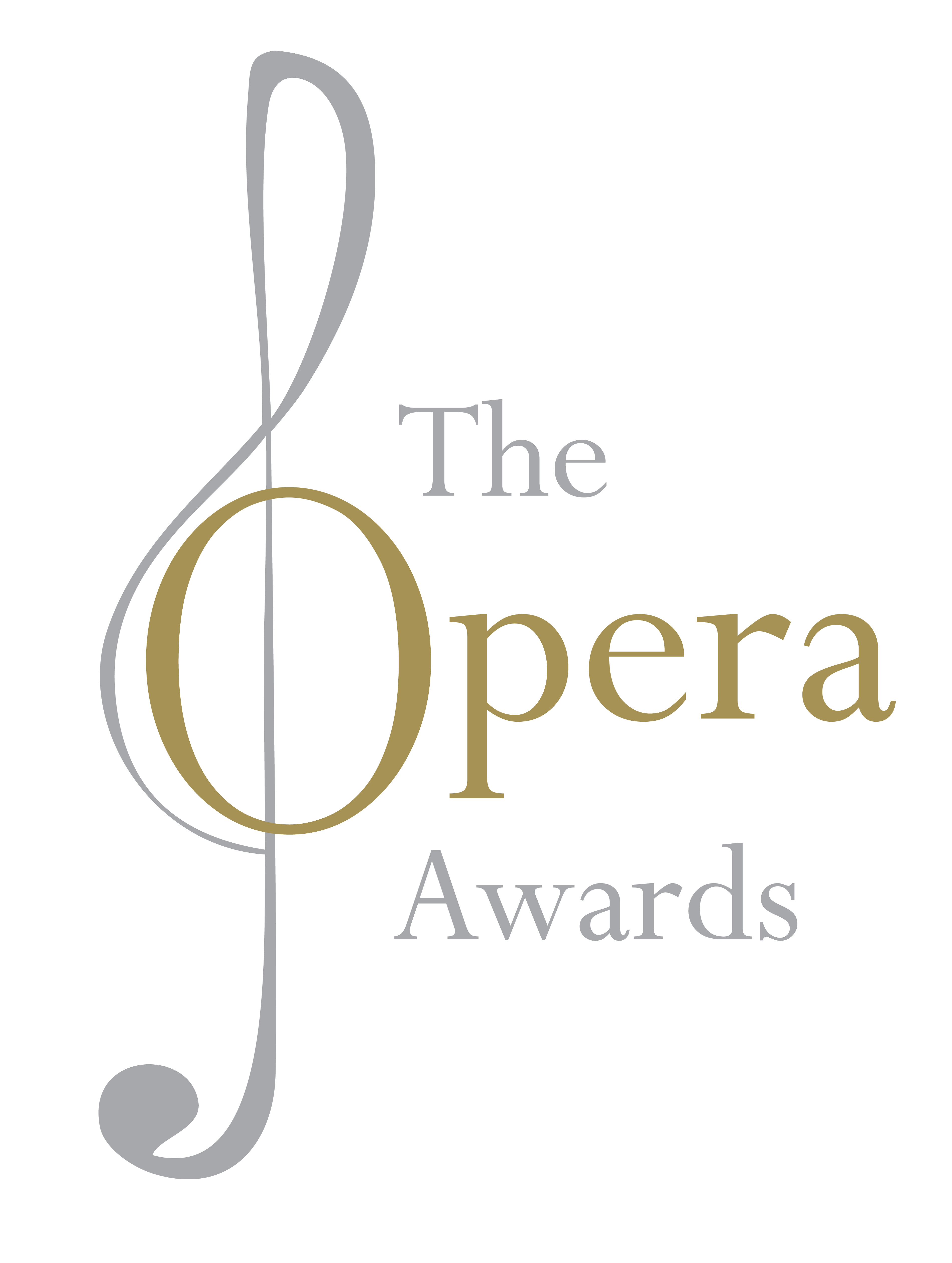

Die International Opera Awards 2016 stellten die vierte Verleihung der International Opera Awards dar, die von Harry Hyman, einem britischen Geschäftsmann und Philanthropen, und von John Allison, Herausgeber der britischen Fachzeitschrift Opera, ins Leben gerufen wurden.

## Ziele und Zeremonie
Die zweite Verleihung der International Opera Awards fand am 15. Mai 2016 im feierlichen Rahmen im Londoner Savoy Theatre statt. Die Struktur der Preisverleihung lehnt sich an die Tradition der Academy Awards an, mit fünf oder sechs Nominierungen und einem Preisträger, der erst während der Zeremonie bekanntgegeben wird. Musikalisch gestaltet wurde der Festakt von drei Gewinnern dieses Jahres und zwei der Vorjahre – Anna Bonitatibus, Ann Hallenberg, Ermonela Jaho, Gregory Kunde und Stuart Skelton. Weiters sangen zwei Mitglieder des National Opera Studios, Kate Howden und William Morgan. Die Begleitung am Klavier oblag Roger Vignoles.
Zielsetzung der Preisverleihung ist, hervorragende Leistungen im Bereich der Oper zu fördern und publizistisch herauszustellen. Die Preisverleiher konstatieren, dass es zwar eine Reihe von Musik- und Kulturpreisen gibt, aber bis zur Gründung der IOA keine internationale Auszeichnung speziell für den Bereich des Musiktheaters.
Weiters sollen herausragende Talente und Nachwuchskünstler ins Licht der Öffentlichkeit gerückt werden.

## Preisträger 2016
| Kategorie                                   | Preisträger | Weitere Nominierte |
| ------------------------------------------- | --- | --- |
| Sänger                                      | Gregory Kunde | - Javier Camarena - Anthony Roth Costanzo - Stéphane Degout - Igor Golovatenko - Henry Waddington |
| Sängerin                                    | Mariella Devia | - Anna Bonitatibus - Rosa Feola - Christine Goerke - Evelyn Herlitzius - Anna Netrebko |
| Dirigent                                    | Gianandrea Noseda | - René Jacobs - Wladimir Jurowski - Carlo Rizzi - Christian Thielemann - Mark Wigglesworth |
| Chor                                        | English National Opera, London | - Glyndebourne Festival Opera - Komische Oper Berlin - Metropolitan Opera New York City - MusicAeterna, Staatsoper Perm - Vlaamse Opera, Antwerpen und Gent |
| Regie                                       | Laurent Pelly | - Kasper Holten - Damiano Michieletto - Katie Mitchell - David Pountney - Mariusz Treliński |
| Ausstattung                                 | Vicki Mortimer | - Michael Levine - Rebecca Ringst - Heike Scheele - Vita Tzykun - Annemarie Woods |
|                                             | | |
| Opernhaus                                   | De Nationale Opera, Amsterdam | - Deutsche Oper Berlin - Opera Philadelphia - Opera Narodowa, Warschau - Theater an der Wien - Welsh National Opera, Cardiff |
| Festival                                    | Glyndebourne Festival Opera | - Festival d’Aix-en-Provence - Grimeborn, Arcola Theatre, London - Ruhr Triennale - Santa Fe Opera - Wexford Festival Opera |
| Accessibility                               | The Opera Platform | - Atlanta Opera - Birmingham Opera Company - English Touring Opera - Monster in the Maze (Aix en Provence, Berlin, London) - Opera Holland Park |
|                                             | | |
| Neuinszenierung                             | Britten: Peter Grimes, 1945 - Libretto von Montagu Slater nach der Verserzählung The Borough von George Crabbe (1810) - Theater an der Wien - Radio-Symphonieorchester Wien, Dirigent: Cornelius Meister - Regie: Christof Loy, Bühne: Johannes Leiacker                         | - Bellini: I puritani (1835), Welsh National Opera, Cardiff - Berg: Wozzeck (1925), Lyric Opera of Chicago - Halévy: La Juive (1835), Vlaamse Opera, Antwerpen und Gent - Händel: Saul (1739), Glyndebourne Festival - Mascagni: Cavalleria rusticana (1890) / Leoncavallo: Pagliacci (1892), Salzburger Osterfestspiele |
| Wiederentdeckung                            | Offenbach: Le roi Carotte, 1872 - Libretto von Victorien Sardou nach einer Erzählung von E. T. A. Hoffmann (1872) - Opéra de Lyon, Dirigent: Victor Aviat - Regie: Laurent Pelly, Bühne: Chantal Thomas, Licht: Joël Adam                                                        | - Donizetti: Wild Man of the West Indies (1833), English Touring Opera - Egk: Peer Gynt (1938), Staatstheater Braunschweig - Mascagni: Guglielmo Ratcliff (1895), Wexford Festival - Porpora: Il Germanico (1732), Innsbrucker Festwochen der Alten Musik - Tippett: The Ice Break (1977), Birmingham Opera Company |
| Uraufführung                                | Higdon: Cold Mountain, 2015 - Libretto von Gene Scheer nach dem Roman von Charles Frazier - Santa Fe Opera, in Zusammenarbeit mit der Opera Philadelphia - Dirigent: Miguel Harth-Bedoya (Santa Fe), Corrado Rovaris (Philadelphia) - Regie: Leonard Foglia, Bühne: Robert Brill | - Birtwistle: The Cure, Aldeburgh Festival - Dusapin: Penthesilea, Théâtre Royal de la Monnaie, Brüssel - Gefors: Qudsja Zaher, Göteborgsoperan, Göteborg - López: Bel Canto, Lyric Opera of Chicago - Miller-Heidke: The Rabbits, Opera Australia und die Barking Gecko Theatre Company, in Zusammenarbeit mit der West Australian Opera, dem Perth International Arts Festival und dem Melbourne Festival |
|                                             | | |
| DVD                                         | Rimski-Korsakow: The Tsar’s Bride, 1899 - Libretto von Ilia Tyumenev nach dem gleichnamigen Drama von Lew Mei - Staatsoper im Schiller Theater, Berlin - Staatskapelle Berlin, Dirigent: Daniel Barenboim - Regie und Bühne: Dmitri Tcherniakov - Bel Air Classiques             | - Puccini: Manon Lescaut (1893; Royal Opera House Covent Garden, London, Antonio Pappano; Jonathan Kent, Paul Brown; Sony) - Rameau: Les Indes galantes (1735; Opéra national de Bordeaux, Les Talens Lyriques, Christophe Rousset; Laura Scozzi, Natascha Leguen de Kerneizon; Olivier Simonnet (Verfilmung); Alpha) - Strauss: Der Rosenkavalier (1911; Glyndebourne Festival Opera, Robin Ticciati; Richard Jones, Paul Steinberg; Opus Arte) - Szymanowski: Król Roger (1926; Royal Opera House Covent Garden, London, Antonio Pappano; Kasper Holten, Steffen Aarfing; Opus Arte) - Wagner: Tannhäuser (1845; Bayreuther Festspiele, Christian Thielemann; Sebastian Baumgarten, Joep van Lieshout; Opus Arte) |
| CD (Gesamtaufnahme)                         | Donizetti: Les martyrs, 1840 - Libretto von Salvadore Cammarano nach Corneilles Tragödie Polyeucte - Orchestra of the Age of Enlightenment, Opera Rara Chorus - Dirigent: Sir Mark Elder - Opera Rara                                                                            | - Dean: Bliss (2010), Opera Australia (Sydney), Elgar Howarth; ABC Classics - Händel: Partenope (1730), Il pomo d’oro, Riccardo Minasi; Erato - Nielsen: Maskarade (1906), Dänisches National-Orchester (Kopenhagen), Michael Schønwandt; Dacapo - Smetana: Dalibor (1868), BBC Symphony Orchestra, BBC Singers, Jiří Bělohlávek; Onyx - Verdi: Aida (1871), Orchestra dell’Accademia di Santa Cecilia (Rom), Coro dell’Accademia di Santa Cecilia, Antonio Pappano; Warner Classics |
| CD (Recital)                                | Ann Hallenberg: Agrippina - Agrippina-Arien von Graun, Händel, Perti und Porpora - Il Pomo d’Oro, Riccardo Minasi - Deutsche Harmonia Mundi | - Diana Damrau: Fiamma del Belcanto (Warner) - Bryan Hymel: Héroïque (Warner) - Christiane Karg: Scene! (Berlin Classics) - Matthew Rose: Arias for Benucci (Hyperion) - Sonya Yoncheva: Paris, Mon Amour (Sony) |
|                                             | | |
| Junger Dirigent                             | Giacomo Sagripanti | - Bassem Akiki - Matthew Aucoin - Mirga Gražinytė-Tyla - Christian Kluxen - Duncan Ward |
| Junger Regisseur                            | Fabio Ceresa | - Daisy Evans - Max Hoehn - Sjaron Minailo - Eva-Maria Melbye - Rafael Villalobos |
| Junger Sänger                               | Stanislas de Barbeyrac | - Michele Angelini - Atalla Ayan - Ioan Hotea - Gyula Orendt - Fernando Javier Radó |
| Junge Sängerin                              | Asmik Grigorian | - Ekaterina Bakanova - Aida Garifullina - Golda Schultz - Nadine Sierra - Nozuko Teto |
| Reader’s Award verliehen vom Opera Magazine | Ermonela Jaho | - Danielle de Niese - Joyce DiDonato - Michael Fabiano - Gerald Finley - Juan Diego Flórez - Dmitri Hvorostovsky - Eva-Maria Westbroek |
| Lebensleistung                              | Brigitte Fassbaender | |